# Самопобољшање
Самопобољшање је врста мотивације која делује тако да учини да се људи осећају добро у вези себе и да одрже самопоуздање. Овај мотив постаје посебно изражен у ситуацијама претње или неуспеха. Самопобољшање укључује преферирање позитивног над негативним ставом о себи. Један је од четири мотива самоевалуације, заједно са самопроценом (тежња за тачним самопоимањем), самопровером (тежња ка самопоимању која је у складу са нечијим идентитетом) и самоусавршавањем (чин побољшање сопственог концепта себе). Мотиви самоевалуације покрећу процес саморегулације, односно начин на који људи контролишу и усмеравају своје поступке.
Постоје разне стратегије које људи користе како би побољшали осећај личне вредности. На пример, како би умањили вештине које им недостају критикују друге како би изгледали боље у поређењу са њима. Ове стратегије су успешне, јер људи имају тенденцију да мисле о себи као о особи са више позитивних и мање негативних квалитета од других. Иако се самопобољшање примећује код људи са ниским, као и са високим самопоштовањем, ове две групе користе различите стратегије. Људи који већ имају велико самопоштовање побољшавају свој концепт директно, обрађујући нове информације на пристрасан начин док други користе индиректније стратегије, на пример избегавајући ситуације у којима ће њихови негативни квалитети бити приметни.
Постоје контроверзе да ли је корисно самопобољшање за појединца и културно универзално или специфично за западни индивидуализам.